# تردهومس
تردهومس (به اسپانیایی: Tordehumos) یک شهرستان در اسپانیا است که در استان وایادولید واقع شده‌است.